# Олесниця (Свентокшиське воєводство)
Олесниця (пол. Oleśnica) — місто в Польщі, у гміні Олесниця Сташовського повіту Свентокшиського воєводства.
Населення — 1902 особи (2011).
У 1975—1998 роках село належало до Келецького воєводства.
Мало міські права у 1470–1869, поновлено 1 січня 2019.

## Демографія
Демографічна структура на день 31 березня 2011 року:
|          | Загалом | Допрацездатний вік | Працездатний вік | Постпрацездатний вік |
| -------- | ------- | ------------------ | ---------------- | -------------------- |
| Чоловіки | 945     | 193                | 661              | 91                   |
| Жінки    | 957     | 200                | 539              | 218                  |
| Разом    | 1902    | 393                | 1200             | 309                  |